# Asopos (Lakonien)
Asopos (griechisch Ασωπός (m. sg.)) ist ein Dorf in Lakonien auf der Halbinsel Peloponnes. Bis 2010 bildete Asopos eine selbständige Gemeinde. Sie entstand Ende 1996 im Zuge der griechischen Gemeindereform aus den Landgemeinden Papadianika, Asopos und Finiki, 1997 wurde die Landgemeinde Demonia eingemeindet. Mit der Verwaltungsreform 2010 wurde Asopos nach Monemvasia eingemeindet, wo es seither einen von fünf Gemeindebezirken bildet.

## Lage
Asopos befindet sich an der östlichen Küste des Lakonischen Golfs zwischen den Gemeinden Molai und Vies auf der Lakonischen Halbinsel, dem östlichen der drei ins Ionische Meer ragenden „Finger“ des Peloponnes. Östliche Nachbarstadt ist Monemvasia. Das nördliche Gemeindegebiet hat an der Ebene von Molai Anteil, nach Süden und Osten hin ist das Gelände bergig und steigt bis auf 520 m Höhe (Chavalas) an. Der Küste ist die Halbinsel Xyli vorgelagert, die mit der nach ihr benannten Bucht bei Plytra einen natürlichen Hafen umschließt. Weiter südlich befindet sich nördlich von Kap Archangelos eine weitere geschützte Bucht. Im Mittelalter hat sich die Bevölkerung weitgehend von der Küste ins Binnenland zurückgezogen, so dass die größeren Dörfer heute im Landesinneren liegen, Asopos, Papadianika und Finiki in der Ebene, Demonia im südlicheren Hügelland.

## Geschichte
Auf dem Gebiet der Gemeinde fand man Spuren zweier antiker Städte mit den Namen Kyparission und Kyparissia, die schon in der Spätantike nicht mehr existierten. Kyparission, eine Gründung achaiischer Kolonisten scheint die älteste Siedlung im Gemeindegebiet zu sein, die jüngere, mutmaßlich von Bewohnern des messenischen Kyparissia gegründet, findet Erwähnung bei Homer und wird nördlich der Halbinsel Xyli bei Bozas vermutet.
Den Ursprung der antiken Stadt Asopos vermutet man um die Zeit der Landnahme des Peloponnes durch die Dorer. Wahrscheinlich wurde die Stadt nach einem nahe gelegenen Fluss benannt, da Asopos der Name mehrerer griechischer Flüsse war, deren Wassern Heilkraft zugesprochen wurde. Die Personifizierung dieser Flüsse als Flussgott Asopos galt als mythischer Helfer des Gottes Asklepios. Die Erwähnung eines Asklepios-Heiligtums „fünfzig Stadien“ (9 km) von Asopos entfernt in einem Ort namens Hyperteleaton, dessen Lage in einer Schlucht südlich des heutigen Finiki vermutet wird, scheint diese These zu stützen.
Pausanias erwähnt Asopos als eine der 18 Städte des lakonischen Städtebundes der Erythrolakonier, die der Gewinnung von Purpur aus Purpurschnecken nachgingen. Aus seiner Beschreibung ergibt sich die Position des Küstenortes Plytra als wahrscheinliche Position dieser antiken Stadt. Unterseeische Ruinen einer Stadt am Strand von Kokkines südlich von Plytra haben Spekulationen genährt, die Stadt sei bei einem schweren Erdbeben 375 n. Chr. versunken.
Die Stadt muss in römischer Zeit noch recht bedeutend gewesen sein und auch in byzantinischer Zeit als Bischofssitz noch bestanden haben. Als der Peloponnes 1461 durch das Osmanische Reich erobert wurde, war Asopos bereits ein unbedeutendes Dorf.
Offensichtlich zogen sich die Bewohner dieses Dorfes in der frühen Neuzeit wegen der häufigen Piratenüberfälle auf die Küste weiter ins Landesinnere zurück und gründeten abseits der Küste ein neues Dorf, das zunächst den Namen Kalyvia (griechisch Καλύβια) erhielt. Nach der Eroberung Kretas durch die Osmanen siedelten kretische Flüchtlinge im Gemeindegebiet und nannten das Dorf nach der kretischen Stadt Viannos Kondevianika (griechisch Κοντεβιάνικα). 1910 nahm der Ort den antiken Namen Asopos an.
Der Name des Dorfes Finiki soll auf einen Handelsstützpunkt der Phönizier (griechisch Φοίνικες, Finikes) aus dem neunten vorchristlichen Jahrhundert zurückgehen. Bis zur Eroberung durch die Osmanen lebten die Bewohner in der Siedlung Krisa und zogen sich erst nach der Besiedlung der Küste durch Türken in das höher gelegene Dorf zurück.
Demonia entstand während der osmanischen Zeit durch Siedler aus verschiedenen zerstörten Orten und von der Insel Kythira. Papadianika wurde während des Griechisch-Türkischen Krieges 1821 von Kretern gegründet und nach der Familie Papadakis benannt, deren Mitglieder das Dorf dominierten.
Noch unter dem alten Namen Kondevianika (Κοντεβιάνικα) wurde der Ort 1912 als Landgemeinde (kinotita) anerkannt und 1940 offiziell in Asopos umbenannt. 1996 wurden Finiki und Papadianika eingemeindet und Asopos zur Stadtgemeinde (dimos) erhoben, Demonia wurde 1997 eingemeindet.

## Wirtschaft und Infrastruktur
Die Bewohner der Gemeinde leben traditionell von der Landwirtschaft. Vor allem der Anbau von Ölbäumen für Tafel-Oliven und zur Gewinnung von Olivenöl sowie Zitrus-Plantagen prägen das Bild. Weitere landwirtschaftliche Produkte der Gemeinde sind Tomaten, Melonen, verschiedene Gemüse und Weintrauben, die zum eigenen Gebrauch auch privat zu Wein verarbeitet werden. Die Viehwirtschaft wird vor allem durch die Ziegenzucht repräsentiert. Außerdem wird der Fischerei nachgegangen.
Als zweiter wesentlicher Wirtschaftsfaktor hat sich der Tourismus etabliert. Obwohl die Gemeinde über keine herausragenden Sehenswürdigkeiten verfügt, ziehen die zahlreichen schönen Strände im Sommer Badetouristen in die Gemeinde. Die Küstenorte Plytra und Archangelos sind mit einigen Hotels und Ferien-Appartements ausgestattet und verfügen über die entsprechende touristische Infrastruktur. In den Naturhäfen der beiden Orte bestehen Anlegemöglichkeiten für Yachten. Ebenfalls eine Rolle spielt der Agrotourismus.

## Gemeindegliederung

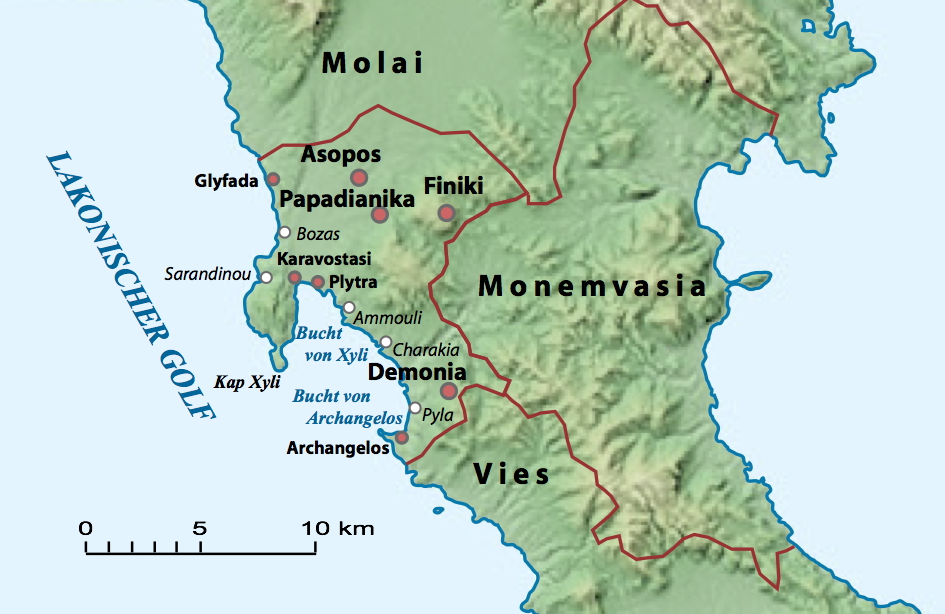

Die bis 1996 selbständigen Landgemeinden wurden mit der Eingemeindung in Asopos zu Gemeindebezirken; seit 2011 bilden sie Ortschaften mit lokalen Vertretungen im Gemeindebezirk Asopos. Die Einwohnerzahlen in Klammern entstammen dem Ergebnis der Volkszählung 2011.
- Ortsgemeinschaft Papadianika
  - Papadianika (Παπαδιάνικα, 1.657)
  - Karavostasi (Καραβοστάσι, 38)
  - Plytra (Πλύτρα, 211)
- Ortsgemeinschaft Asopos
  - Asopos (1.023)
  - Glyfada (Γλυφάδα, 8)
- Ortsgemeinschaft Demonia
  - Demonia (Δαιμονία, 346)
  - Archangelos (Αρχάγγελος, 33)
  - Paralia (Παραλία, 85)
- Ortsgemeinschaft Finiki
  - Finiki (Φοινίκι, 416)
  - Krisa (Κρισά, 23)